# Mila Andriiash
Mila Andriiash (ukrainska: Андріяш Людмила Сергіївна), född 27 september 1984 i Kiev i Ukrainska SSR (idag Ukraina), arbetar som ukrainsk TV- och filmproducent, produktionsledare och filmchef. Hon är  medlem i Ukrainska filmakademin och expert vid Ukrainska kulturfonden.

## Biografi
Mila Andriiash föddes i Kiev den 27 september 1984. Hon examen från Kievs nationella I. K. Karpenko-Kary-universitet för teater, film och television 2009.
År 2018 stödde Andriiash Europeiska filmakademins överklagande till försvar för den ukrainske filmregissören Oleg Sentsov, som fängslats i Ryssland. Tre år senare, 2021,  producerade hon kortfilmen God Will Forgive tillsammans med Olga Klimenko och den svenske filmproducenten Anton Sova. Detta  med hjälp av Ukrainas nationalgarde.
Under 2022 var Andriiash en av de som undertecknade kraven på kulturella sanktioner mot Ryssland.
Mila Andriiash har över 14 års erfarenhet av inspelning av långfilmer, TV-filmer, TV-program och klipp, både på ukrainsk och internationell nivå. Mer än 30 filmer och mer än 20 producerade TV-projekt är[när?] under produktion. Hon var tidigare producent för 3s TV-kanalen "Savik Shuster Studio".

## Filmografi
- 2011 - Serien "Hej, mamma!"
- 2012 - Anna Herman. Den vita ängelns hemlighet
- 2012 - Gamer
- 2013 - Du kommer att bli min
- 2014 - Trumpetare
- 2014 - Ett piller för tårar
- 2015 - I livets gränder (Ukraina-Frankrike)
- 2015 - TV-projekt Shuster LIVE (Savik Shuster Studio)
- 2015 - Airport (TV-film om hjältarna på Donetsk flygplats)
- 2015 - Stories of War - en serie dokumentärprogram
- 2016 - Pozyvnyy 'Banderas'[10][11]
- 2020 - Gud kommer att förlåta
- 2020 - Labyrinter
- 2021 - God Will Forgive

## Priser och utmärkelser
- 2023 Bästa producent till God Will Forgive, Dresden Cinema Awards.[12]
- 2023 Bästa producent till God Will Forgive, Navy International Film Festival.[13]